# Designatori del tipo di aeromobile ICAO
Questa lista è suscettibile di variazioni e potrebbe essere incompleta o non aggiornata.

La presente lista contiene un elenco dei designatori degli aeromobili usati nella compilazione del piano di volo.

## A
| Designatore | Marca e modello                  |
| A1          | Douglas Skyraider                |
|             | Douglas EA-I Skyraider           |
|             | Douglas AD Skyraider             |
| A3          | Douglas ERA-3 Skywarrior         |
|             | Douglas TA-3 Skywarnor           |
|             | Douglas Skywarrior               |
|             | Douglas NRA-3 Skywarrior         |
|             | Douglas A-3 Skywarrior           |
| A3ST        | Airbus A-300ST Beluga            |
|             | Airbus Beluga                    |
|             | Airbus Super Transporter         |
|             | Airbus A-300ST Super Transporter |
|             | Satic Beluga                     |
|             | Satic Super Transporter          |
|             | Satic A-300ST Super Transporter  |
| A4          | Douglas Skyhawk                  |
|             | Douglas TA-4 Skyhawk             |
|             | Douglas A-4 Skyhawk              |
|             | McDonnell Douglas A-4 Skyhawk    |
|             | McDonnell Douglas Skyhawk        |
|             | McDonnell Douglas OA-4 Skyhawk   |
|             | McDonnell Douglas TA-4 Skyhawk   |
|             | Singapore A-4 Super Skyhawk      |
|             | Singapore TA-4 Super Skyhawk     |
|             | Singapore Super Skyhawk          |
| A6          | Grumman Intruder                 |
|             | Grumman A-6 Intruder             |
|             | Grumman EA-6 Prowler             |
|             | Grumman G-128 Intruder           |
|             | Grumman KA-6 Intruder            |
|             | Grumman Prowler                  |
|             | Grumman G-128 Prowler            |